# Regina Resnik
Regina Resnik (ur. 30 sierpnia 1922 w Nowym Jorku, zm. 8 sierpnia 2013 tamże) – amerykańska śpiewaczka operowa (sopran, później mezzosopran).
Resnik studiowała na Uniwersytecie Harvarda. Zadebiutowała w 1942 w New York City Center Opera rolą Santuzzy w Rycerskości wieśniaczej Pietro Mascagniniego. Występowała również w Metropolitan Opera House w Nowym Jorku oraz w Meksyku. Gościnnie występowała także w Europie; między innymi w Covent Garden w Londynie, Operze w Paryżu i Wiedniu. Zajmowała się również reżyserią operową. Między innymi w Teatrze Wielkim w Warszawie wyreżyserowała Falstaffa Giuseppe Verdiego i w pierwszych przedstawieniach po premierze śpiewała rolę Pani Quickly.
Zmarła na Manhattanie przeżywszy 90 lat. Przyczyną śmierci były powikłania po przebytym udarze mózgu.